# Огонёк (песня)
На позиции девушка

Провожала бойца,

Тёмной ночью простилася

На ступеньках крыльца.

И пока за туманами

Видеть мог паренёк,

На окошке на девичьем

Всё горел огонёк...
Огонёк — советская военная песня. Автор слов — Михаил Исаковский, автор музыки неизвестен. В песне поётся о парне, ушедшем на фронт, которому воспоминания о возлюбленной помогают сражаться за Родину.

## История
19 апреля 1943 года в газете «Правда» было напечатано стихотворение Михаила Исаковского «Огонёк», музыку к которому стали сочинять многие композиторы и музыканты, как известные, такие как М. Блантер, А. Митюшин, Н. Макарова, Л. Шварц, так и любители (Н. Чугунов, В. Никитенко). Однако все эти мелодии не имели ничего общего с той, с которой песня обрела популярность. Её автор неизвестен. Впервые «Огонёк» с этой мелодией был записан на грампластинку в 1947 году в исполнении Владимира Нечаева. На грампластинках указывалось, что автор текста — Исаковский, а музыка — народная. 
Исаковский вспоминал, что многие люди пытались доказать, что именно они являются авторами музыки к песне. Была созвана специальная комиссия Союза композиторов, которая установила, что ни один из этих людей не мог написать её, а мелодия более всего похожа на танго «Стелла», автор которого также неизвестен. По мнению А. И. Железного, песня «Стелла» была сочинена неизвестным автором в СССР до войны на мотив танго «Już nigdy» /Уже никогда/ (его мелодия известна также под названием «Польское танго»), написанного польским композитором Ежи Петерсбурским. 
Среди людей, претендовавших на авторство мелодии «Огонька», были композитор И. Лаврентьев, а также В. П. Никитенко (Харьков), М. И. Никоненко (Москва), Л. В. Прокофьева (Сталинград), Н. Ф. Шибаев (Электросталь), Н. А. Капорский (Череповец) и другие.

## Известные исполнители
- Владимир Нечаев
- Яак Йоала
- Группа «Блестящие»

## Популярность в Японии
В Японии «Огонёк» наряду с «Катюшей» является самой популярной русской хоровой песней. В 1955 году в токийском районе Синдзюку открылось песенное кафе, названное в честь песни — «Томосиби» (яп. ともしび огонёк), ставшее символом набиравшего популярность в то время хорового движения. В 1958 году песня в японском переводе прозвучала на девятом конкурсе Кохаку ута гассэн телеканала Эн-Эйч-Кей в исполнении вокального квартета Дак дакс. В настоящее время, помимо этого перевода, широко известен вариант оркестра «Катюша». Третий вариант перевода прозвучал в передаче Минна-но ута в декабре 1966 года. Его выполнил Манэё (яп. 峯陽), а исполнителями выступили Масанобу Сисикура с детским хором Сугинами. Интересно, что в Минна-но ута песня была названа русской народной.
Обычно русские песни исполняются в Японии в более медленном темпе, чем в России, и на «Огоньке» это особенно заметно. По мнению Сигэми Яманоути, исполнявшей песню вместе с аккомпанировавшим ей русским музыкантом, «Огонёк» — самая трудная песня в этом отношении.
Помимо вышеупомянутых, песня исполнялась одной из известнейших вокалисток Японии Хибари Мисорой.